# Baie (architecture)
Pour les articles homonymes, voir Baie.

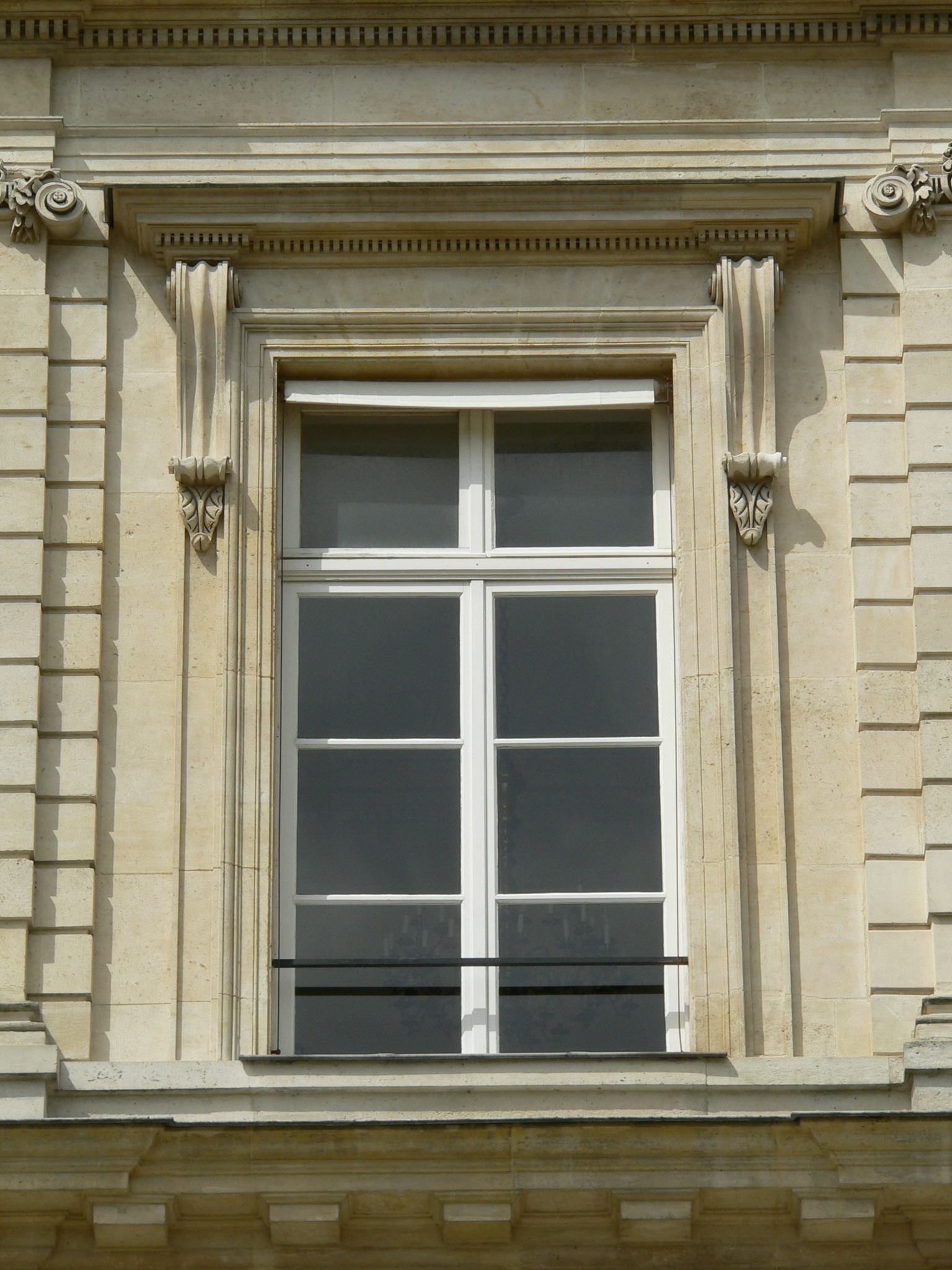
Baie et fenêtre.

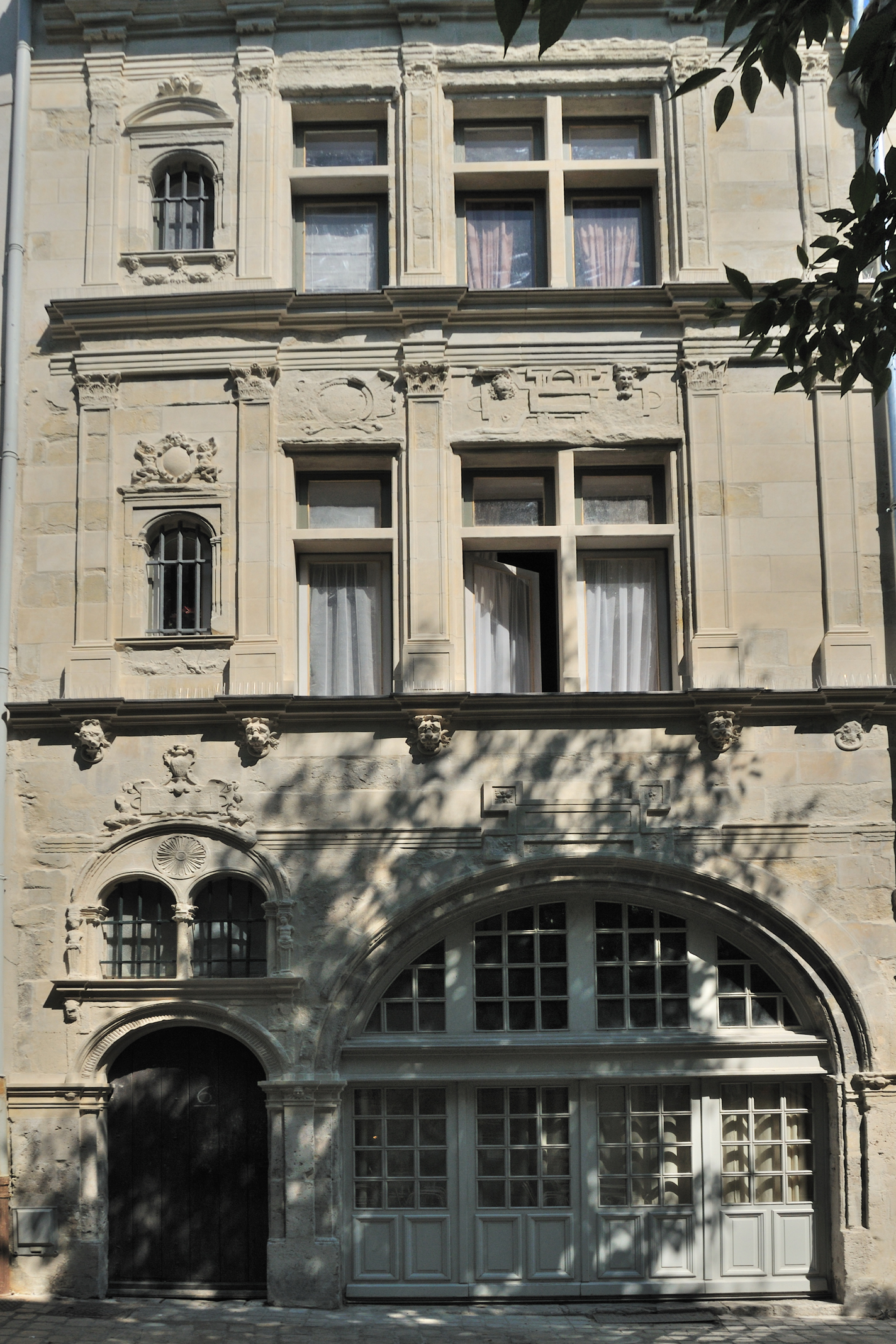
Le jour d'étude est une petite baie laissant passer la lumière naturelle. Il permet d'éclairer un espace de travail dans un cabinet privé ou une chambre (jours d'étude à chaque étage au-dessus de la porte piétonne de la maison Renaissance dite de Jehan Dallibert à Orléans).

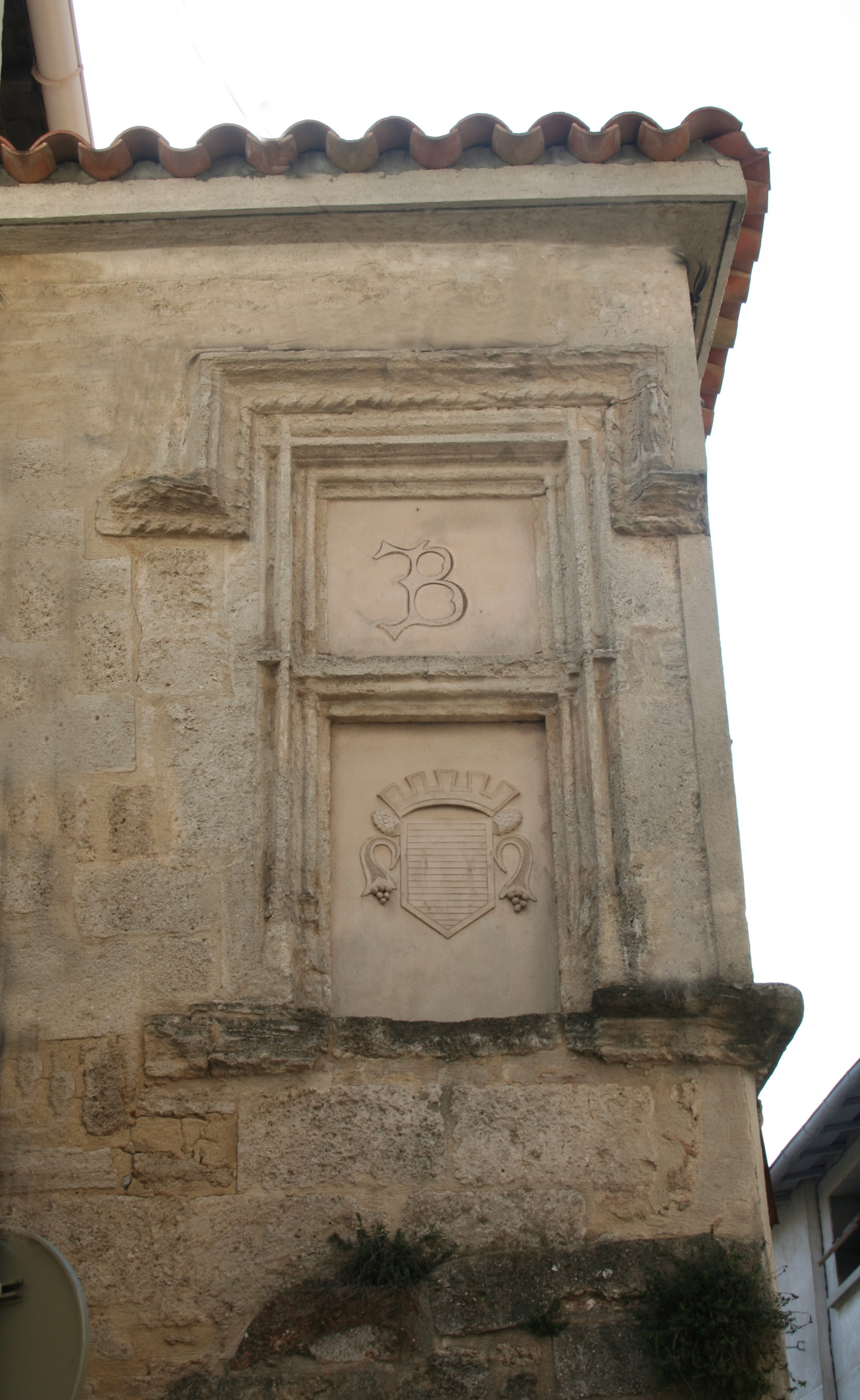
Une baie aveugle.

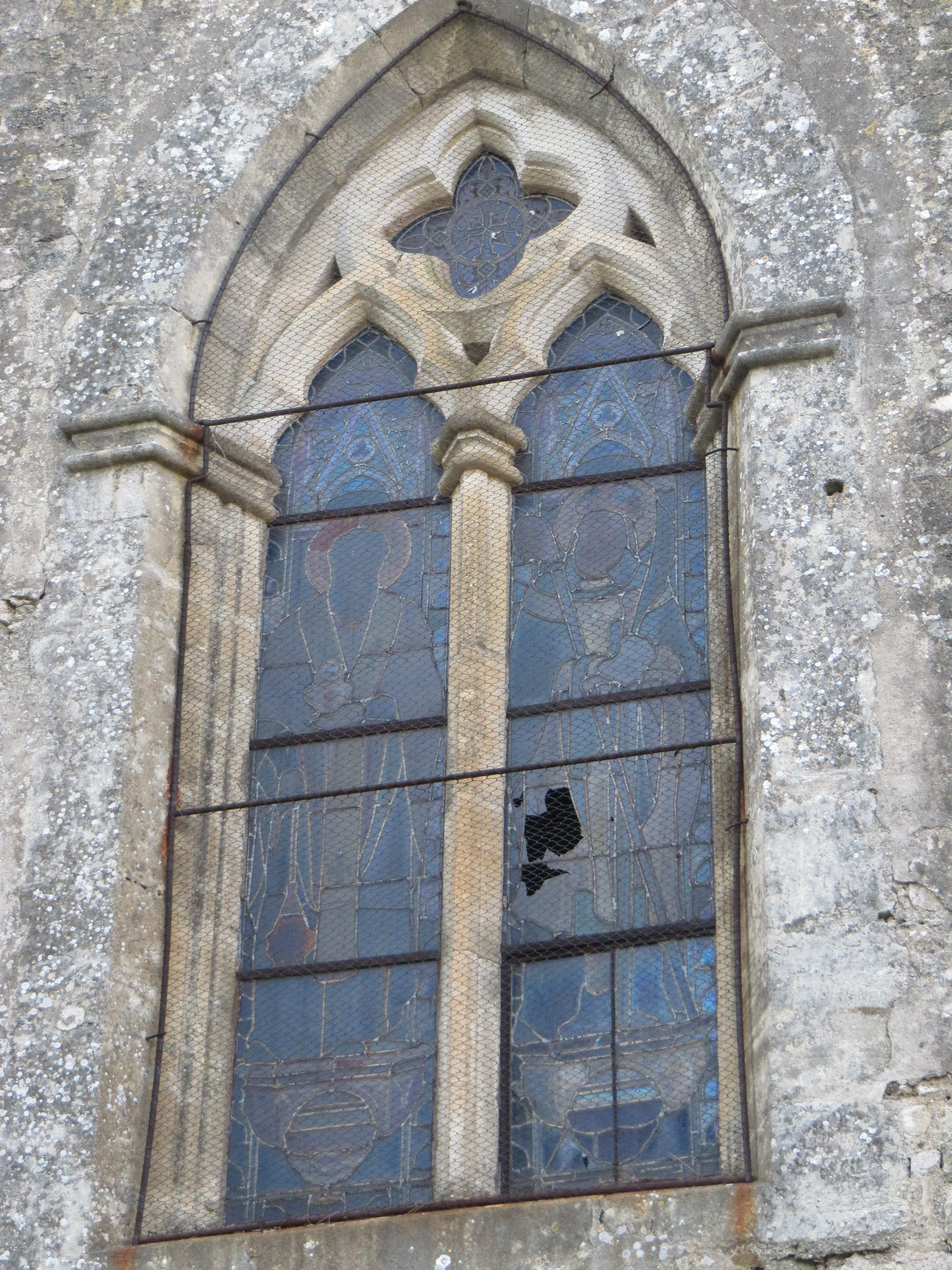
Baie d'église avec vitraux.

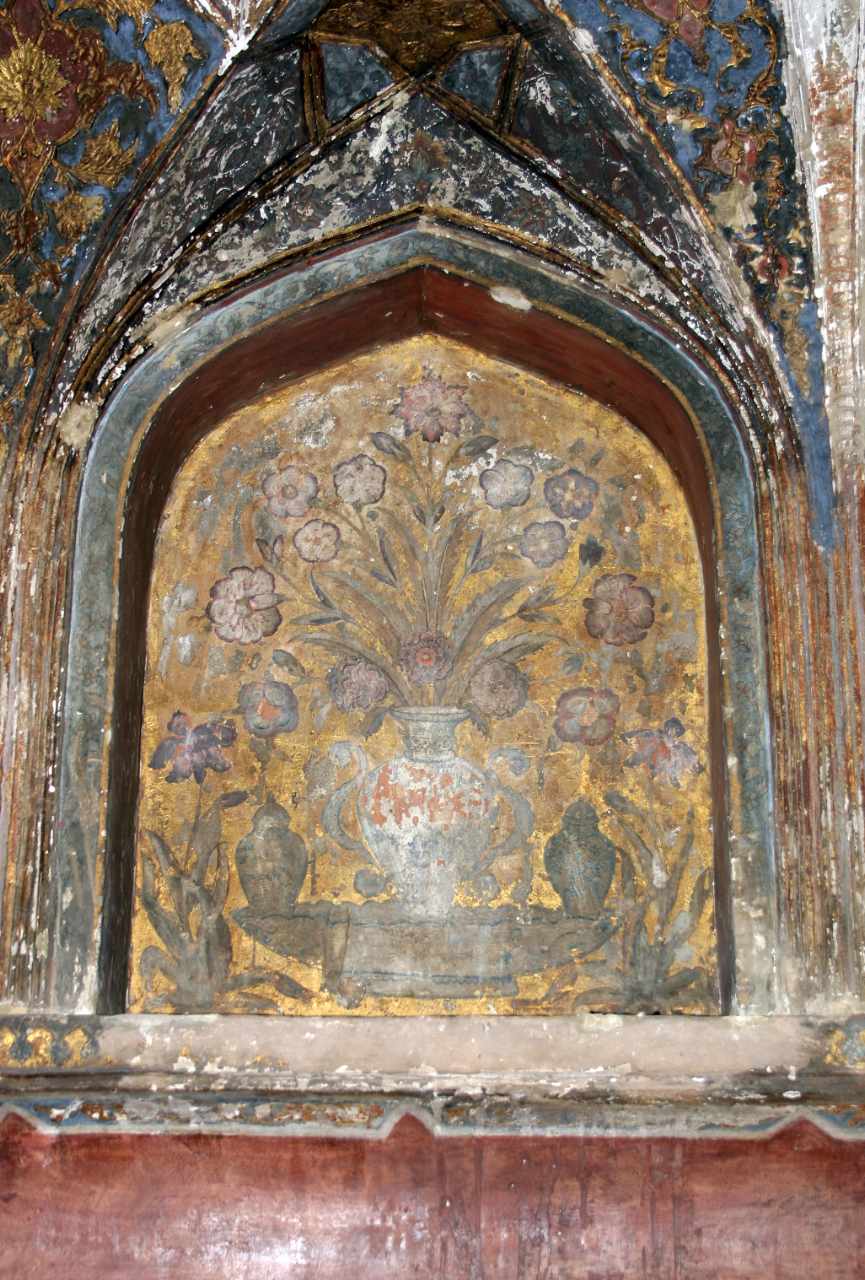
Une niche.

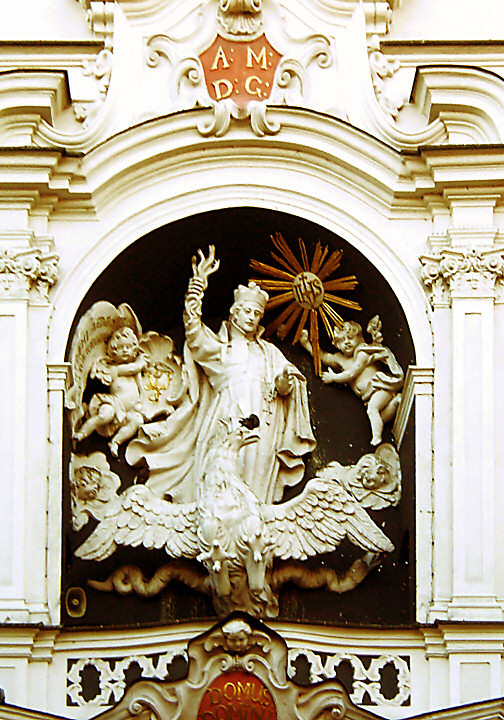
Une niche de façade.

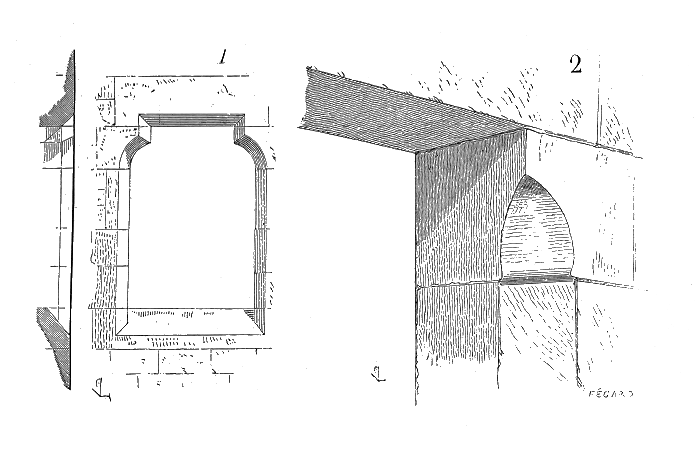
Une baie biseautée.

Une baie est une ouverture dans un mur (terme venu du verbe « béer »). Elle est destinée à laisser un passage à travers le mur pour permettre aux hommes ou aux animaux de circuler (la porte et le portail), pour éclairer, pour aérer (la fenêtre et le « jour »). Dans certains cas, la baie est destinée uniquement à orner, c'est le cas des baies aveugles.
Les baies ont le plus souvent une forme simple de découpe : rectangulaire, circulaire ou ogivale. Le détail de leurs contours s'est complexifié puis extrêmement simplifié au fil du temps.
La baie est encadrée par le chambranle dans son embrasure (le vide laissé), que la baie soit une « baie libre », sans dispositif la refermant, ou n’en soit pas une. Cet encadrement qui est parfois un simple élément visuel et non structurel peut être intégré à la construction du gros œuvre.
Avec l’architecture moderne, les baies se résument maintenant à une absence de mur : le cadre n’existe plus, selon une tendance affirmée à partir du début du XXe siècle où une embrasure moulurée existe encore avant l’apparition des murs minces qui autorisent peu d'initiatives de formes réalisées dans leur faible épaisseur sans inconvénient structurel.
Dans l'architecture moderne, on poursuit parfois le mode antique des péristyles simples, doubles (ou même triples) de façade qui permettent par les baies entre les colonnes d'atténuer ou de marquer la dissociation entre l'extérieur et l'intérieur. Les baies sont maintenant obturées par des glaces disposées sur une rangée. La rangée est aussi bien interne qu'externe selon l'ordonnance architecturale voulant rendre sensible le déplacement du visiteur, ou rendre sensible la différence de nature du lieu, lieu ouvert, lieu fermé.
En architecture classique, en façade, dans des galeries, les baies de porte et de fenêtre peuvent parfois n’avoir qu’un but ornemental de symétrie, elles ne débouchent pas, elles comportent un mur léger d’obturation.
Par exemple, on constitue le « mur renard » classique où seulement des baies feintes (des baies ou arcades aveugles) sont disposées sur le mur qui est visible et en faire une façade équilibrée au regard de l'ensemble bâti.
On marque la baie dans l’architecture classique par des colonnettes, des moulures décoratives, une frise, un arc avec des joints d’assise très apparents, par exemple dans une structure en maçonnerie ou des pierres sont taillées et apparentes. Dans un ouvrage classique de charpente en bois, des moulures décoratives du chambranle adoucissent les contours de la baie.
Le chambranle peut aussi être une pièce rapportée en encadrement décoratif sur la structure, par exemple une boiserie pour une baie libre intérieure, une porte libre sans battants.
Les baies modernes de portes et fenêtres sont construites avec une feuillure qui est dans le gros œuvre la partie de l’encadrement qui reçoit le dormant, le bâti de la menuiserie de fermeture. Pour ce qui concerne les éléments d’architecture très ancienne ou rudimentaire, les baies équipées pour être fermées ont une partie mobile de l'équipement en menuiserie qui peut venir directement s’insérer dans la feuillure établie dans le gros œuvre.

## Différents types de baie

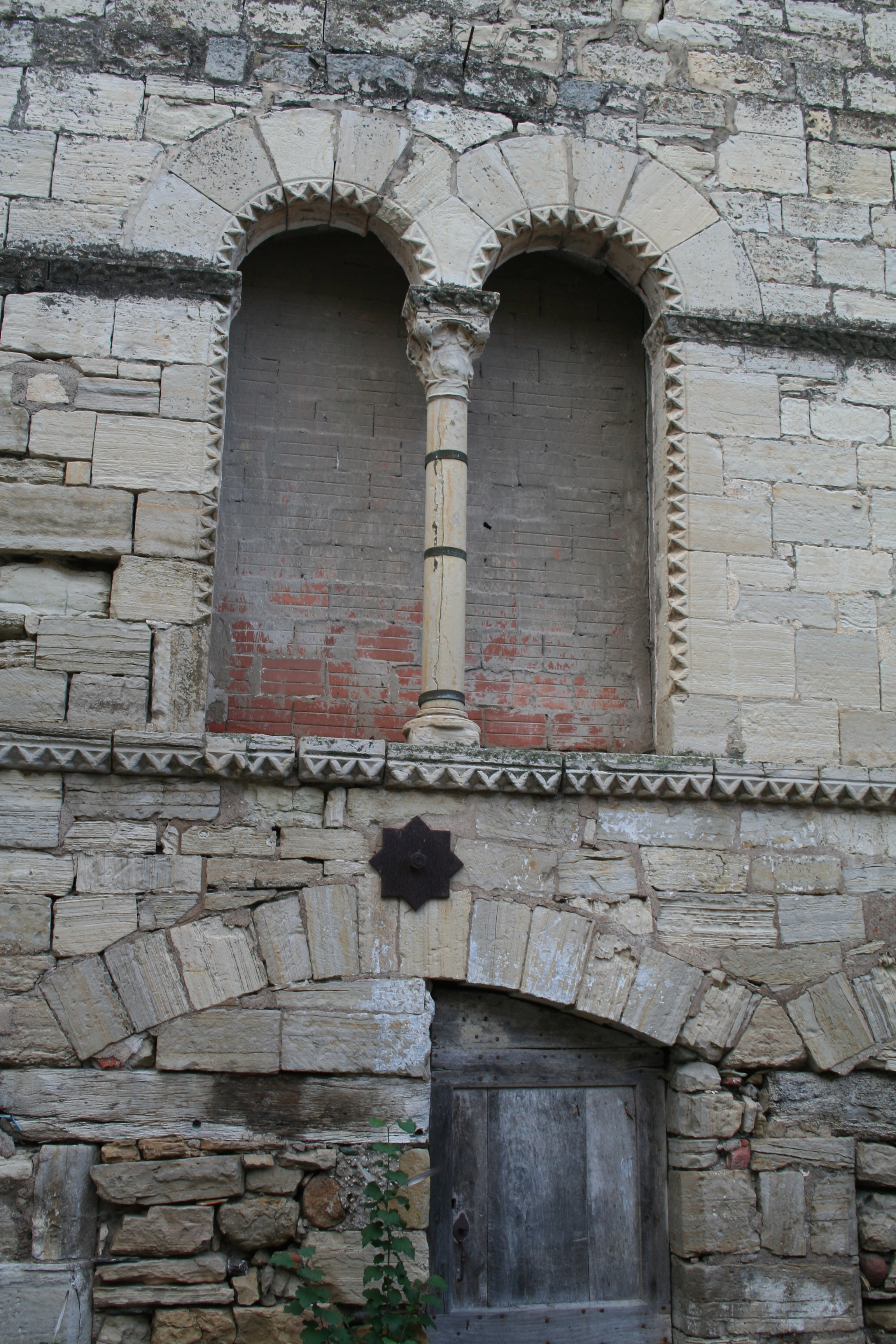
Baie géminée de type bifora, hôtel des Monnaies (Villemagne-l'Argentière).

Le rythme des baies est codifié (exemple récent : la serlienne). La systémisation du code est aussi la traduction fréquente d'un exploit de construction originel qui est réitéré, comme le classique « tant-plein-que-vide » repris dans des façades bourgeoises.
La travée est une baie d’architecture antique composée de colonnes surmontées d’un entablement.
L’arcade est une baie libre sans menuiserie intégrée, elle a essentiellement une vocation d’ornement. Elle donne l'arcature.
La niche est une baie d’ornement de tous temps ayant souvent un fond, elle comporte en général un élément mis en valeur : une statuette, une urne, etc.
La baie vitrée est une large surface en verre, ou autre matériau translucide, apposée sur une construction avec laquelle elle fait corps. Une baie vitrée comporte un ou plusieurs panneaux assemblés afin d'ajouter volume et clarté à la pièce. Elle peut inclure des angles et intégrer plusieurs pans afin de comprendre trois dimensions. Une baie vitrée peut même, selon la technologie moderne, créer de la surface couverte et n'avoir pourtant aucun angle ni point de rupture (exemple de la « bulle »). En cas de composants plans assemblés, les angles d'incidence peuvent être infinis, variés voire complexes (type « à facettes »). Une baie vitrée va du simple vitrage large posé verticalement ou horizontalement jusqu'à, ce qui est de plus en plus fréquent en architecture contemporaine, présenter une déclivité plus ou moins prononcée en fonction des effets recherchés. Une baie vitrée est aussi un plafond transparent opaque ou translucide enchâssé sur une structure en dur qui la maintient. Partant, elle peut également être appuyée sur un ou plusieurs côtés en verre à la manière d'une loggia fermée par du vitrage dont le plafond serait de la même matière. Enfin, dans l'hypothèse d'une structure de support existante, celle-là peut être simple ou présenter l'aspect d'une armature très élaborée.
L'architecture académique définit les niveaux de la construction par les baies avec le fenestrage.
- La baie biaise dans l’architecture comportant des murs épais est une baie dont l’axe de percement n’est pas perpendiculaire au mur.
- Une baie aveugle est une baie simulée que l’on a conçue avec un remplissage en fond.
- La baie géminée est une baie juxtaposée à une autre baie de même grandeur.
- Sur un corps de bâtiment, une baie passante est une baie à découpe commune pour plusieurs étages (plusieurs planchers) avec piédroits communs.
- Une baie pendante est une baie qui coupe la corniche marquant l'étage en façade.
- Une baie de fenêtre à renfoncement en façade de son allège est considérée comme une porte-fenêtre.
- Une baie coulissante[2] est une ouverture unique horizontale fabriquée avec deux battants, ces derniers pouvant glisser sur leur axe pour favoriser une pénétration optimale de l'air à l'intérieur de l'habitation.